# 大曽根広汰
大曽根 広汰（おおそね こうた、1999年8月17日 - ）は、東京都出身のプロサッカー選手。Jリーグ・藤枝MYFC所属。ポジションはミッドフィールダー。WEリーグ・ちふれASエルフェン埼玉所属の大曽根由乃は実妹。

## 略歴
川崎フロンターレのアカデミー出身で、U-18時代の同期には早坂勇希、デューク・カルロス、新井秀明、伊従啓太郎、小川真輝がいる。しかしトップチームに昇格することは叶わず、高校卒業後は日本体育大学に進学した。
2021年12月、2022年シーズンからのベガルタ仙台加入内定が発表された。2022年2月20日、J2リーグ開幕戦のアルビレックス新潟戦でプロデビュー。
2022年11月26日、藤枝MYFCへの期限付き移籍が発表された。

## 所属クラブ
- 京西チャレンジャーズ（世田谷区立京西小学校）
- えいあんじFC（世田谷区立京西小学校）
- 川崎フロンターレU-15（世田谷区立用賀中学校）
- 2015年 - 2017年 川崎フロンターレU-18（日本大学櫻丘高等学校）
- 2018年 - 2021年 日本体育大学
- 2022年 -  ベガルタ仙台
  - 2023年 - 藤枝MYFC（期限付き移籍）

## 個人成績
| 国内大会個人成績 | 国内大会個人成績 | 国内大会個人成績 | 国内大会個人成績 | 国内大会個人成績 | 国内大会個人成績 | 国内大会個人成績 | 国内大会個人成績 | 国内大会個人成績 | 国内大会個人成績 | 国内大会個人成績 | 国内大会個人成績 |
| 年度             | クラブ           | 背番号           | リーグ           | リーグ戦         | リーグ戦         | リーグ杯         | リーグ杯         | オープン杯       | オープン杯       | 期間通算         | 期間通算         |
| 年度             | クラブ           | 背番号           | リーグ           | 出場             | 得点             | 出場             | 得点             | 出場             | 得点             | 出場             | 得点             |
| 日本             | 日本             | 日本             | 日本             | リーグ戦         | リーグ戦         | リーグ杯         | リーグ杯         | 天皇杯           | 天皇杯           | 期間通算         | 期間通算         |
| ---------------- | ---------------- | ---------------- | ---------------- | ---------------- | ---------------- | ---------------- | ---------------- | ---------------- | ---------------- | ---------------- | ---------------- |
| 2022             | 仙台             | 24               | J2               | 5                | 0                | -                | -                | 1                | 0                | 6                | 0                |
| 2023             | 藤枝             | 13               | J2               | 6                | 1                | -                | -                | 0                | 0                | 6                | 1                |
| 2024             | 藤枝             | 13               | J2               | 29               | 2                | 0                | 0                | 0                | 0                | 29               | 2                |
| 通算             | 日本             | 日本             | J2               | 40               | 3                | 0                | 0                | 1                | 0                | 41               | 3                |
| 総通算           | 総通算           | 総通算           | 総通算           | 40               | 3                | 0                | 0                | 1                | 0                | 41               | 3                |

出場歴
- Jリーグ初出場 - 2022年2月20日 J2第1節 アルビレックス新潟戦（ユアテックスタジアム仙台）
- Jリーグ初得点 - 2023年11月12日 J2第42節 いわきFC戦 (藤枝総合運動公園サッカー場)